# Џон Хокс
Џон Марвин Перкинс (енгл. John Marvin Perkins; Александрија, 11. септембар 1959), професионално познат као Џон Хокс (енгл. John Hawkes), амерички је филмски и телевизијски глумац. Његов рад на телевизији обележила је улога у серији Deadwood мреже HBO, а на великом платну је најзапаженије перформансе остварио у филмовима Зима до костију који му је донео номинацију за Оскара и Награду удружења филмских глумаца и Сеансе захваљујући коме је номинован за Златни глобус и Награду удружења филмских глумаца.